# Alone in the Dark (jeu vidéo, 2008)
Cet article concerne le jeu vidéo de 2008. Pour le jeu vidéo de 1992, voir Alone in the Dark.
Pour les articles homonymes, voir Alone in the Dark.
Alone in the Dark est un jeu vidéo développé par Eden Studios et édité par Atari Inc., sorti en 2008 sur PlayStation 2, PlayStation 3, Wii, Windows et Xbox 360. Il s'agit du cinquième épisode de la série Alone in the Dark, série de jeu d'action-aventure horrifique, créditée pour avoir initié le genre survival horror. Les versions PlayStation 2 et Wii sont développées par le studio Hydravision. La version PlayStation 3 sortie quelques mois après les autres versions, et sous-titrée Inferno, apporte notamment la correction de plusieurs bugs liés au gameplay, ainsi qu'une scène de jeu inédite.

## Système de jeu
Alone in the Dark est un jeu de type survival horror basé sur le temps réel, dans lequel il est possible de jouer à la première et troisième personne. Le but du jeu est de survivre et de trouver des indices et plusieurs sortes de stratégies pour vous enfuir, vous débarrasser de vos ennemis, trouver des moyens pour détruire, brûler ou casser les obstacles qui se dressent contre vous. Vous avez par ailleurs la possibilité de rouler au volant de plusieurs voitures et d'aller vous « défouler » dans Central Park, lorsque vous ne parvenez pas à passer un niveau (un chapitre), vous avez aussi le droit de décider de circuler au prochain chapitre.

## Synopsis
Edward Carnby se réveille amnésique et retenu prisonnier par plusieurs individus. Il comprend rapidement qu'un autre individu le connaît et est en possession d'un pendentif mystérieux. Le grand méchant en place veut s'en servir pour trouver le « porteur de lumière », mais des fissures mouvantes tuent et provoquent la destruction progressive du bâtiment. Edward va donc devoir survivre à ces phénomènes qui vont le pourchasser dans les rues de New York, l'obligeant à se retrouver reclus dans Central Park.
Le reste de l'histoire est dévoilé lors de la quête d'Edward visant à stopper l'aggravation de la situation avant que l'ennemi principal ne parvienne à ses fins. Edward sera aidé régulièrement par différents personnages et finira par devoir choisir entre deux maux celui qui semble le moindre afin d'éviter l'enfer sur terre.

## Personnages
- Edward Carnby (VF: David Krüger ) : personnage principal, le seul personnage jouable. Il porte un blouson gris, un t-shirt blanc et un pantalon gris.
- Sarah Flores : une marchande d'art
- Crowley : un ennemi
- Theophile Paddington : un vieil ami de Edward
- Matthew Brown : un vigil
- Hermes Treismajice : un alchimiste
- William Hartford : un paramédical
- Anna : secrétaire du bureau du psychologue à New York et devint une Humanz et sera tué par Edward Carnby
- Peter Eddington : un ami de Theophile Paddington
- Sewer Workers : des égoutiers

## Musique
La musique est composée par Olivier Derivière avec la participation du chœur Le Mystère des voix bulgares. Les paroles des chants sont écrites par Irina Zhekova (Iré).